# Land of the Rising Sun
Land of the Rising Sun wurde 1967 zur Nationalhymne Biafras.
Der Name leitet sich aus der Tatsache ab, dass die Flagge Biafras eine aufgehende Sonne aufwies. Der Text der Hymne stammt aus einem Gedicht des ehemaligen nigerianischen Staatspräsidenten Nnamdi Azikiwe und galt nach der Niederlage und Auflösung Biafras 1970 eine Zeit lang als verschollen. Als Melodie wurde die bekannte Hymne „Finlandia“ des finnischen Komponisten Jean Sibelius verwendet.
Mit der deutschen Übersetzung Land der aufgehenden Sonne wird im Allgemeinen Japan bezeichnet.

## Text
| Englischer Originaltext | Deutsche Übersetzung |
| --- | --- |
| Land of the rising sun, we love and cherish, Beloved homeland of our brave heroes; We must defend our lives or we shall perish, We shall protect our hearts from all our foes; But if the price is death for all we hold dear, Then let us die without a shred of fear.           | Land der aufgehenden Sonne, das wir lieben und schätzen, Geliebte Heimat unserer tapferen Helden; Wir müssen unser Leben verteidigen, oder untergehen, Wir werden unsere Liebsten vor allen Feinden bewahren; Doch ist der Preis der Tod, für alles was uns teuer ist, Dann lasst uns sterben, ohne einen Funken von Angst.                        |
| Hail to Biafra, consecrated nation, Oh fatherland, this be our solemn pledge: Defending thee shall be a dedication, Spilling our blood we’ll count a privilege; The waving standard which emboldens the free Shall always be our flag of liberty.                                 | Heil dir Biafra, geheiligte Nation, O Vaterland, dies sei unser feierliches Gelübde: Deiner Verteidigung sei all unsere Hingabe gewidmet, Unser Blut zu vergießen werden wir als Privileg ansehen; Die wehende Standarte, welche die Freien ermutigt Wird immer unsere Fahne der Freiheit sein.                                                    |
| We shall emerge triumphant from this ordeal, And through the crucible unscathed we’ll pass; When we are poised the wounds of battle to heal, We shall remember those who died in mass; Then shall our trumpets peal the glorious song Of victory we scored o’er might and wrong.  | Wir werden uns triumphal aus dieser Feuerprobe erheben, Und durch den Schmelztiegel unversehrt hindurchgehen; Und wenn die Wunden der Schlacht bereit sind zu heilen, Dann werden wir jener gedenken, die in Massen starben; Dann werden unsere Trompeten das glorreiche Lied des Sieges schmettern Den wir über Macht und Unrecht errungen haben. |
| Oh God, protect us from the hidden pitfall, Guide all our movements lest we go astray; Give us the strength to heed the humanist call: ‘To give and not to count the cost" each day; Bless those who rule to serve with resoluteness, To make this clime a land of righteousness. | O Gott, bewahre uns davor in die Falle zu gehen, Lenke all unsere Schritte, dass wir nicht fehlen; Gib uns die Kraft den Ruf der Menschlichkeit zu befolgen: Täglich ’zu geben und nicht die Kosten zu zählen’; Segne jene, die regieren, mit Entschlossenheit, Um aus diesem Landstrich ein Land der Gerechtigkeit zu schaffen.                   |